# Starý psi

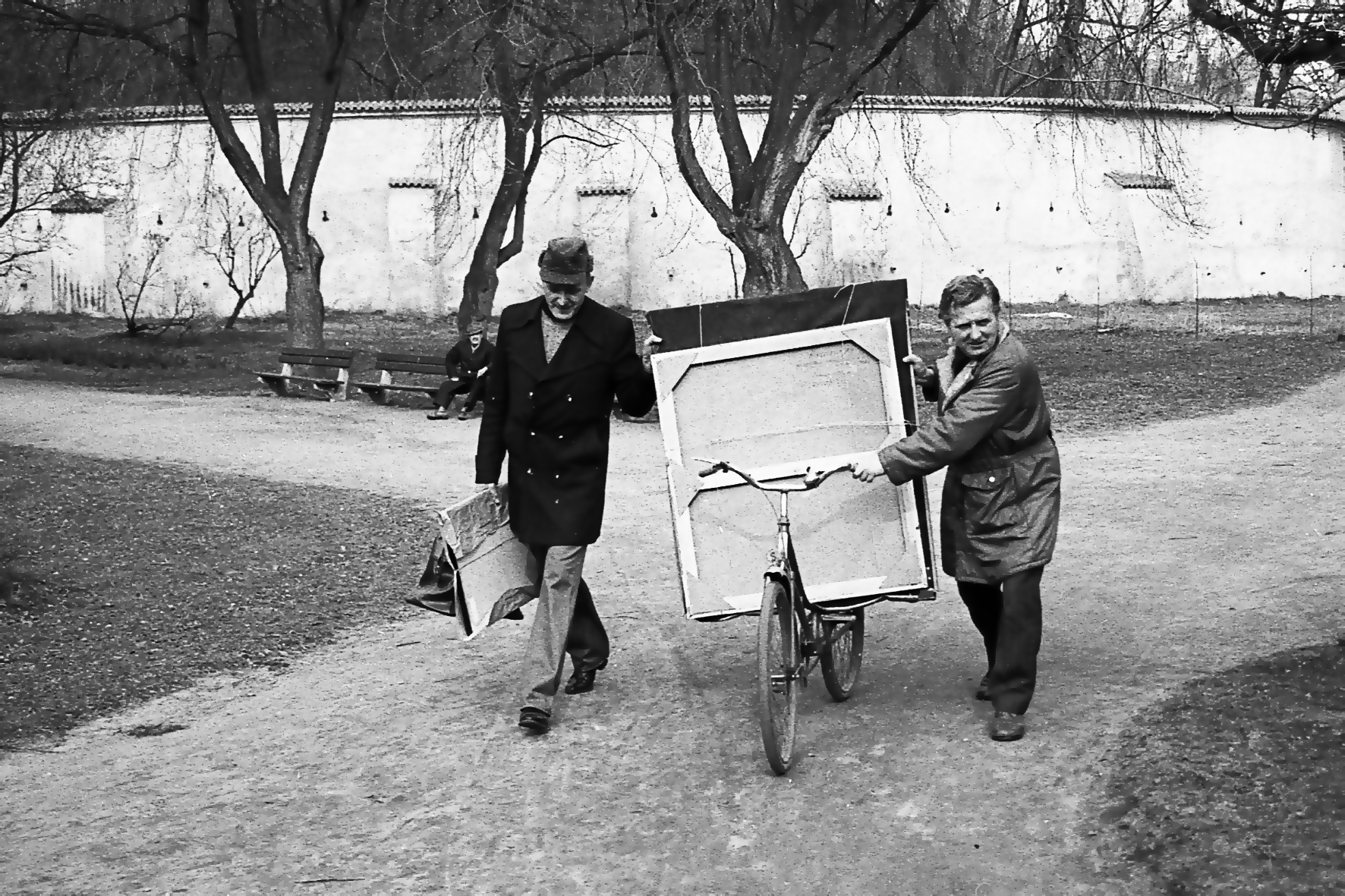
Jan Adamec. Josef Procházka a Bedřich Novotný, Pardubice 1980

Starý psi je česká skupina umělců, kteří působili v Pardubicích od počátku 60. let. Patří do ní Alva Hajn, František Kyncl, Jiří Lacina, Bedřich Novotný, Josef Procházka.

## O skupině
Starý psi v Pardubicích jsou malíři, básníci, divadelníci, muzikanti, teoretici a architekti narození ve 30. letech 20. století, aktivní v Pardubicích na počátku 60. let. Základní buňkou byla skupina pěti mladých mužů, kteří se potkali na Vyšší škole uměleckého průmyslu v Praze (dnešní Hollarce) v letech 1953 – 1957. Po různých peripetiích s pokusem studovat vysoké školy a po vojenské službě, se okolo roku 1960 všichni ocitli v Pardubicích. Založili tzv. Sekci mladých a začali vystavovat v prostoru Za pasáží, který si vlastnoručně upravili. Tato aktivita netrvala dlouho, ukončila ji výstava protiválečných kreseb Toyen.
Starý psi měli předchůdce, souputníky a následovníky, bez nichž by tento fenomén nebyl skutečným pardubickým obrozením. Mezi předchůdce patřili členové rodiny Vokolkových a Jiří Toman, fotograf a tvůrce animovaných filmů, později jeden z organizátorů Artchema, prvního sympozia spojeného s plasty v letech 1968 – 1969. Jiří Toman se přátelil se Stanislavem Kolíbalem, uspořádal mu jeho vůbec první výstavu v roce 1949 v klubu Atom. Do Pardubic za Tomanem jezdil i Josef Sudek.
Generace Starých psů narozená ve 30. letech zažila druhou světovou válku, studovala v temných letech padesátých, měla jen krátký okamžik šedesátých let pro hledání svého místa ve společnosti. Za normalizace se všichni odmlčeli, Toman zemřel, Kyncl emigroval.

### Seznam umělců, tzv. Starých psů
- Alva Hajn
- František Kyncl
- Jiří Lacina
- Bedřich Novotný
- Josef Procházka[2]

### Umělci, kteří byli Starým psům blízko[2]
- Jan Steklík, Václav Sokol, Karel Nepraš, Bohdan Holomíček, František Vítek, Věra Říčařová, Ludmila Seefried Matějková, Dana Puchnarová, Ivan Králík, Ivan Martin Jirous, Antonín Tomalík, Olaf Hanel, Pavel Landovský, Zbyšek Sion
- Nejdůležitějšími souputníky výtvarných Starých psů byli básníci – Jiří Pištora, Jiří Gruša, Miloš Vodička a Petr Kabeš. [2]

Generace, která následovala po Starých psech vyrostla na informacích a zdrojích, které pro autory vyvíjející se za totality starší kolegové zprostředkovali, také díky zprávám a publikacím od Františka Kyncla z Düsseldorfu. Patřili sem fotografové a galeristé Jan Adamec a Pavel Šmíd. Dále malíř Jaroslav Jebavý, sochař Stanislav Malý, grafik Karel Nedvěd, sochař a muzikant Libor Krejcar, sklář Jiří Nekovář, fotografové Luděk Vojtěchovský, Štěpán Bartoš, Petr Moško, básník Pavel Rajchman, autorka jemných objektů Vladana Hajnová a mnozí další.

## Události
Výstava Starých psů (bez Františka Kyncla) v bunkru v České Třebové v roce 1984 se stala velkou kulturní událostí, protože byla uspořádána téměř po 14 letech mlčení. Na vernisáž se sjela velmi početná vybraná společnost. Dojezd návštěvníků vernisáže zpět do Pardubic mohl mít policejní dohru. Na nádraží je očekával oddíl milice, ale žízniví cestující vystoupili již o zastávku dříve a postihu unikli.
Podobnou akcí se stávaly tzv. Bienále v prasečím chlívku pořádané Josefem Procházkou v Heřmanově Městci, jednodenní výstavy v Polních Chrčicích u Alvy Hajna v osmdesátých letech. Nebo jednodenní výstava fotografií Bohdana Holomíčka v září roku 1989, kterou pořádal Pavel Šmíd a na níž nesměly být vystaveny fotografie Václava Havla (ale byly). Živost pardubického obrození dokazují i výstavy fotografií na plotě u hospody v Drozdicích, kde se realizoval dnešní galerista Jan Adamec.
Výstavy, setkání a happeningy, celé dění okolo Starých psů nebylo sledováno oficiálními médii, (pouze STB), proto jediné doklady, které máme, jsou vzpomínky současníků a fotografie Bohdana Holomíčka a Jana Adamce.

### Výstavy
- 2020 Starý psi Archivováno 11. 1. 2020 na Wayback Machine., Východočeská galerie v Pardubicích

### Konference
- 2015 Starý psi z Pardubic, Pardubice 2. 10. 2015, Divadlo D29 Pardubice
- 2013 Konference k životu, dílu a době umělce Alvy Hajna Pardubice 2013 Divadlo D29 Pardubice